# Апостол (поема)

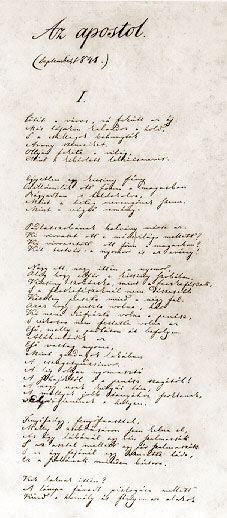
Рукопис "Апостола"

«Апостол» (угорською "Az aposto") — поема, написана в XIX столітті під авторством угорського поета Шандора Петефі.
У 1847 році Петефі та його друг, друкар Густав Еміх, домовилися про постійні права на видання «Всіх оповідань». У цьому році він видав збірку, а потім двотомник. Влітку цього року вони підписали ще один контракт на продовження, яке було заплановано приблизно на 35 серій. Незважаючи на смерть Петефі і провал боротьби за свободу, Еміх не припинив публікацію і в 1850 році взяв рукопис у Юлії Сендрей. Рукописи містили твори, створені між 1847 і 1849 роками (зокрема «Апостол»). Оскільки політичні умови того часу не були сприятливими для революційних віршів, Еміх розробив однотомний великий октет і двотомний шістнадцятий варіант. Це було вигідно і з точки зору бізнесу, а також могло призвести до притуплення уваги цензури, оскільки могло виглядати продовженням уже підцензурованого твору. Однак друкарський верстат був конфіскований владою, а окремі аркуші конфісковані, а потім знищені. Однак деякі примірники збереглися (вони зберігаються в Літературному музеї Петефі та Національній бібліотеці Сечені). Це видання можна вважати першим виданням «Апостола», однак воно містить не весь текст. Повний текст вперше опубліковано в 1874 році в ілюстрованому спеціальному виданні видавництва Athenaeum під назвою «Стихія Сандори Петефі».